# Spö-Hanstjärnen
Spö-Hanstjärnen är en sjö i Älvdalens kommun i Dalarna och ingår i Dalälvens huvudavrinningsområde.